# Diosma subulata
Diosma subulata är en vinruteväxtart som beskrevs av Wendl.. Diosma subulata ingår i släktet Diosma och familjen vinruteväxter. Inga underarter finns listade i Catalogue of Life.